# Ahhotep I.
Ahhotep I. (egipčansko jꜥḥ-ḥtp(.w), "Iah (luna) je zadovoljna") je bila egipčanska kraljica-žena in regentka, ki je vladala proti kuncu Sedemnajste egipčanska dinastije, * okoli 1560 pr. n. št., † okoli 1530 pr. n. št.
Ahhotep je bila hčerka kraljice Tetišeri, znane kot Mala Teti, in faraona Senakhtenre Ahmoza (Tao I.) in verjetno sestra in kraljica-žena faraona Sekenenre Taa (Tao II.). Bila je vplivna ženska in nekaj časa regentka za svojega sina Ahmoza I.
Med njene uradne naslove sta spadala "velika kraljeva žena" in "družica nosilca bele krone" (ẖnmt nfr-ḥḏt). Na njeni krsti, najdeni v Deir el-Bahariju, je bil napisan naslov "kraljeva mati" (mwt nswt).

## Družina
Ahhotep I. je bila hčerka kraljice Tetišeri in faraona Taa I. in žena njegovega naslednika Taa II., ki je bil verjetno njen brat.
Ahhotep je bila verjetno mati faraona Ahmoza I. Njeno sorodstvo s faraonom Kamozom ni znano, lahko pa bi bil njen svak (brat Taa II.) ali njen sin. Med njenimi otroki je bila kasnejša kraljica Ahmoz-Nefertari, žena svojega brata, faraona Ahmoza I. Med drugimi otroki so bili tudi princ Ahmoz Sapair, princ Binpu, princesa Ahmoz-Henutemipet, princesa Ahmoz-Nebetta in princesa Ahmoz-Tumerisi.

## Življenje
Na steli iz obdobja Ahmoza I. je napis, da je Ahhotep I. zbrala vojsko in igrala pomembno vlogo v obrambi Teb pred Hiksi. Kdaj natančno se je to zgodilo, ni znano, verjetno pa po smrti moža Taa II. ali njegovega naslednika Kamoza:
"Opravila je posmrtne obrede  in prevzela skrb nad Egiptom. Poskrbela je za svoje vojake, ki so jo varovali, vrnila ubežnike in zbrala dezerterje, pomirila Gornji Egipt in izgnala upornike."
Ahhotep je omenjena na steli CG 34003, ki datira v 10. leto vladanja Amenhotepa I. Njen strežaj Iuf jo na steli  CG 34009 omenja kot mater Ahmoza I. Iuf je bil kasneje verjetno tudi strežaj kraljice Ahmoz, žene Tutmoza I. Podatki kažejo, da je Ahhotep I. umrla dokaj stara med vladanjem Tutmoza I.

## Grob
Grobn Ahhotep I. ni znan, razen če je bila ta kraljica identična kraljici Ahhotep II.
Zunanja krsta Ahhotep I. je bila ponovno pokopana v TT320 v Deir el-Bahariju. Kraljica je na njej prikazana s tristransko lasuljo in modiusom. Telo je pokrito s pernatim vzorcem (riši), sicer pa je krsta podobno zunanjim krstam Ahmoz-Nefertari in Ahmoz-Meritamon.
Dimenzije krste, najdene v Dra Abu el-Nagi, kažejo, da je prevelika, da bi pripadala krsti iz Deir el Baharija. To pomeni, da Ahhotep I. ni mogla biti Ahhotep II.

## Alternativna teorija
Alternativna razlaga, ki jo je razvila Ann Macy Roth, pravi, da je Sekenenre Tao II. imel tri kraljice:
- Ahhotep I., mater princa Ahmoza, ki ni bil kasnejši faraon, in več princes z imenom Ahmoz.
- Sitdžehuti, mater princese Ahmoz.
- Tetišeri, mater Kamoza,  Ahhotepa II. in Ahmoz-Henuttamehu.

Po tej razlagi se je Kamoz poročil s svojo sestro Ahhotep II. in bil z njo oče Ahmoza I., Ahmoz-Nefertari in Ahmoz-Sitkamoze.